# Glykoprotein Ib
Glykoprotein Ib (synonym CD42, GP-Ib) ist ein Oberflächenprotein auf Thrombozyten.

## Eigenschaften
GP Ib ist an der Blutgerinnung beteiligt. Es bindet an die A1-Domäne des Von-Willebrand-Faktors. Lateral bindet es Faktor IX, intrazellulär an ABP-280. Es ist glykosyliert, phosphoryliert und sulfatiert. Eine Mutation des GP Ib ist verantwortlich für das Bernard-Soulier-Syndrom. Eine Gain-of-Function-Mutation erzeugt den Thrombozyten-Typ der Von-Willebrand-Krankheit.